# Glyptothorax quadriocellatus
Glyptothorax quadriocellatus är en fiskart som först beskrevs av Mai, 1978.  Glyptothorax quadriocellatus ingår i släktet Glyptothorax och familjen Sisoridae. IUCN kategoriserar arten globalt som otillräckligt studerad. Inga underarter finns listade i Catalogue of Life.